# Opius flammeus
Opius flammeus är en stekelart som beskrevs av Fischer 1959. Opius flammeus ingår i släktet Opius och familjen bracksteklar. Inga underarter finns listade i Catalogue of Life.